# Espondeilhan
Espondeilhan est une commune française située dans le sud du département de l'Hérault, en région Occitanie.
Exposée à un climat méditerranéen, elle est drainée par le Merdanson et par un autre cours d'eau.
Espondeilhan est une commune rurale qui compte 1 176 habitants en 2022, après avoir connu une forte hausse de la population depuis 1962. Elle fait partie de l'aire d'attraction de Béziers. Ses habitants sont appelés les Espondeilhanais et Espondeilhanaises.

## Géographie

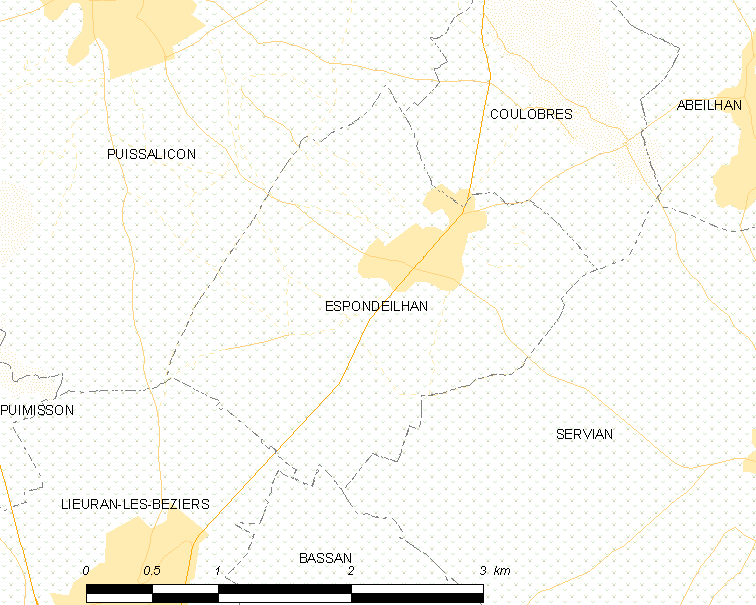
Carte.

### Communes limitrophes
|                     |              | Coulobres |
| Puissalicon         | Espondeilhan | Servian   |
| Lieuran-lès-Béziers | Bassan       |           |

### Climat
Pour des articles plus généraux, voir Climat de l'Occitanie et Climat de l'Hérault.
En 2010, le climat de la commune est de type climat méditerranéen franc, selon une étude s'appuyant sur une série de données couvrant la période 1971-2000. En 2020, Météo-France publie une typologie des climats de la France métropolitaine dans laquelle la commune est exposée à un climat méditerranéen et est dans la région climatique  Provence, Languedoc-Roussillon, caractérisée par une pluviométrie faible en été, un très bon ensoleillement (2 600 h/an), un été chaud (21,5 °C), un air très sec en été, sec en toutes saisons, des vents forts (fréquence de 40 à 50 % de vents > 5 m/s) et peu de brouillards.
Pour la période 1971-2000, la température annuelle moyenne est de 14,4 °C, avec une amplitude thermique annuelle de 15,9 °C. Le cumul annuel moyen de précipitations est de 595 mm, avec 5,4 jours de précipitations en janvier et 2,5 jours en juillet. Pour la période 1991-2020, la température moyenne annuelle observée sur la station météorologique la plus proche, située sur la commune de Roujan à 8 km à vol d'oiseau, est de 14,7 °C et le cumul annuel moyen de précipitations est de 577,8 mm,. Pour l'avenir, les paramètres climatiques de la commune estimés pour 2050 selon différents scénarios d’émission de gaz à effet de serre sont consultables sur un site dédié publié par Météo-France en novembre 2022.

### Milieux naturels et biodiversité
Aucun espace naturel présentant un intérêt patrimonial n'est recensé sur la commune dans l'inventaire national du patrimoine naturel,,.

## Urbanisme

### Typologie
Au 1er janvier 2024, Espondeilhan est catégorisée bourg rural, selon la nouvelle grille communale de densité à sept niveaux définie par l'Insee en 2022.
Elle est située hors unité urbaine. Par ailleurs la commune fait partie de l'aire d'attraction de Béziers, dont elle est une commune de la couronne,. Cette aire, qui regroupe 53 communes, est catégorisée dans les aires de 50 000 à moins de 200 000 habitants,.

### Occupation des sols
L'occupation des sols de la commune, telle qu'elle ressort de la base de données européenne d’occupation biophysique des sols Corine Land Cover (CLC), est marquée par l'importance des territoires agricoles (87,2 % en 2018), en diminution par rapport à 1990 (93 %). La répartition détaillée en 2018 est la suivante : 
cultures permanentes (87,2 %), zones urbanisées (12,8 %). L'évolution de l’occupation des sols de la commune et de ses infrastructures peut être observée sur les différentes représentations cartographiques du territoire : la carte de Cassini (XVIIIe siècle), la carte d'état-major (1820-1866) et les cartes ou photos aériennes de l'IGN pour la période actuelle (1950 à aujourd'hui).

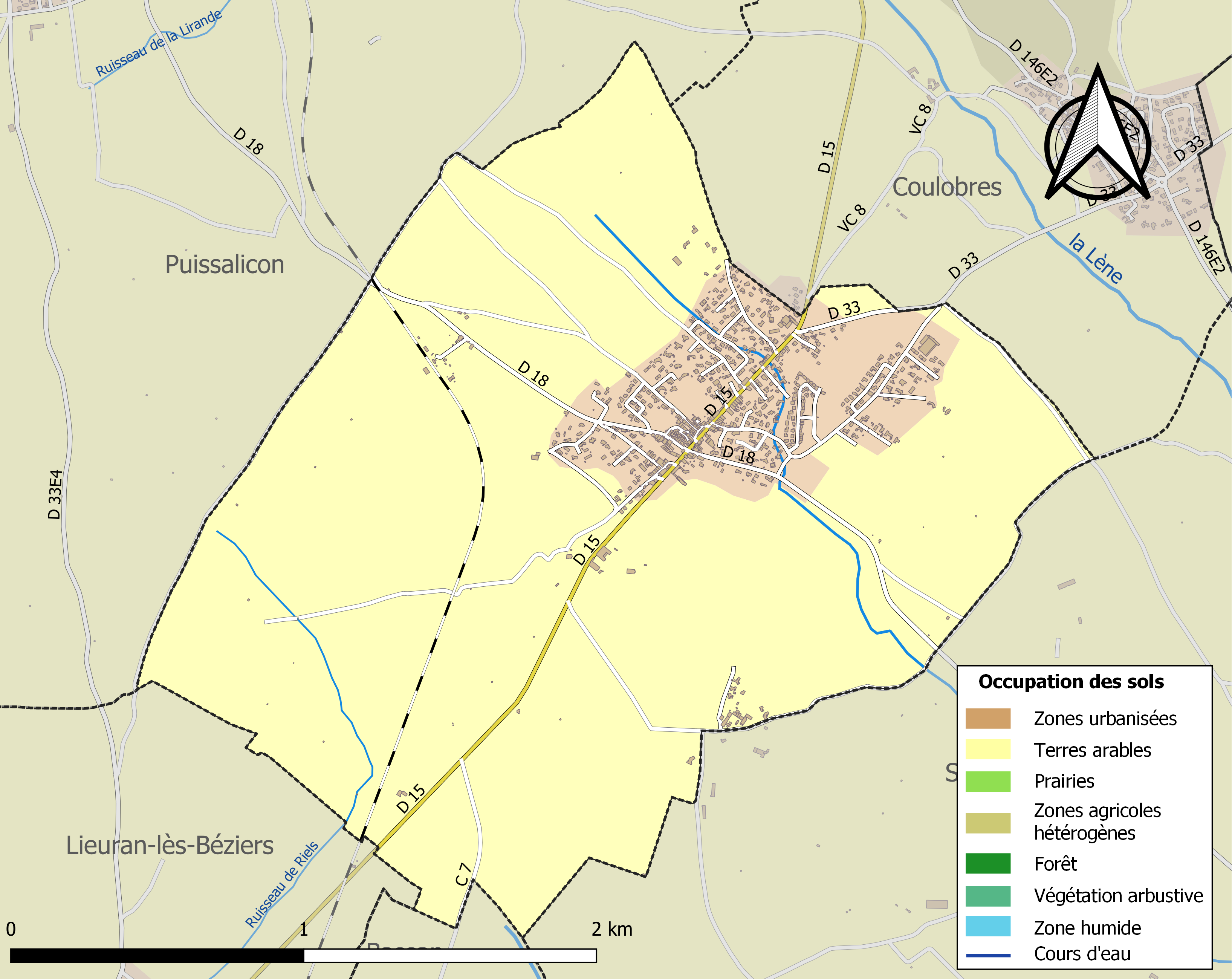
Carte des infrastructures et de l'occupation des sols de la commune en 2018 (CLC).

### Risques majeurs
Le territoire de la commune d'Espondeilhan est vulnérable à différents aléas naturels : météorologiques (tempête, orage, neige, grand froid, canicule ou sécheresse) et séisme (sismicité faible). Un site publié par le BRGM permet d'évaluer simplement et rapidement les risques d'un bien localisé soit par son adresse soit par le numéro de sa parcelle.
Espondeilhan est exposée au risque de feu de forêt du fait de la présence sur son territoire. Un plan départemental de protection des forêts contre les incendies (PDPFCI) a été approuvé en juin 2013 et court jusqu'en 2022, où il doit être renouvelé. Les mesures individuelles de prévention contre les incendies sont précisées par deux arrêtés préfectoraux et s’appliquent dans les zones exposées aux incendies de forêt et à moins de 200 mètres de celles-ci. L’arrêté du 25 avril 2002 réglemente l'emploi du feu en interdisant notamment d’apporter du feu, de fumer et de jeter des mégots de cigarette dans les espaces sensibles et sur les voies qui les traversent sous peine de sanctions. L'arrêté du 11 mars 2013 rend le débroussaillement obligatoire, incombant au propriétaire ou ayant droit,.

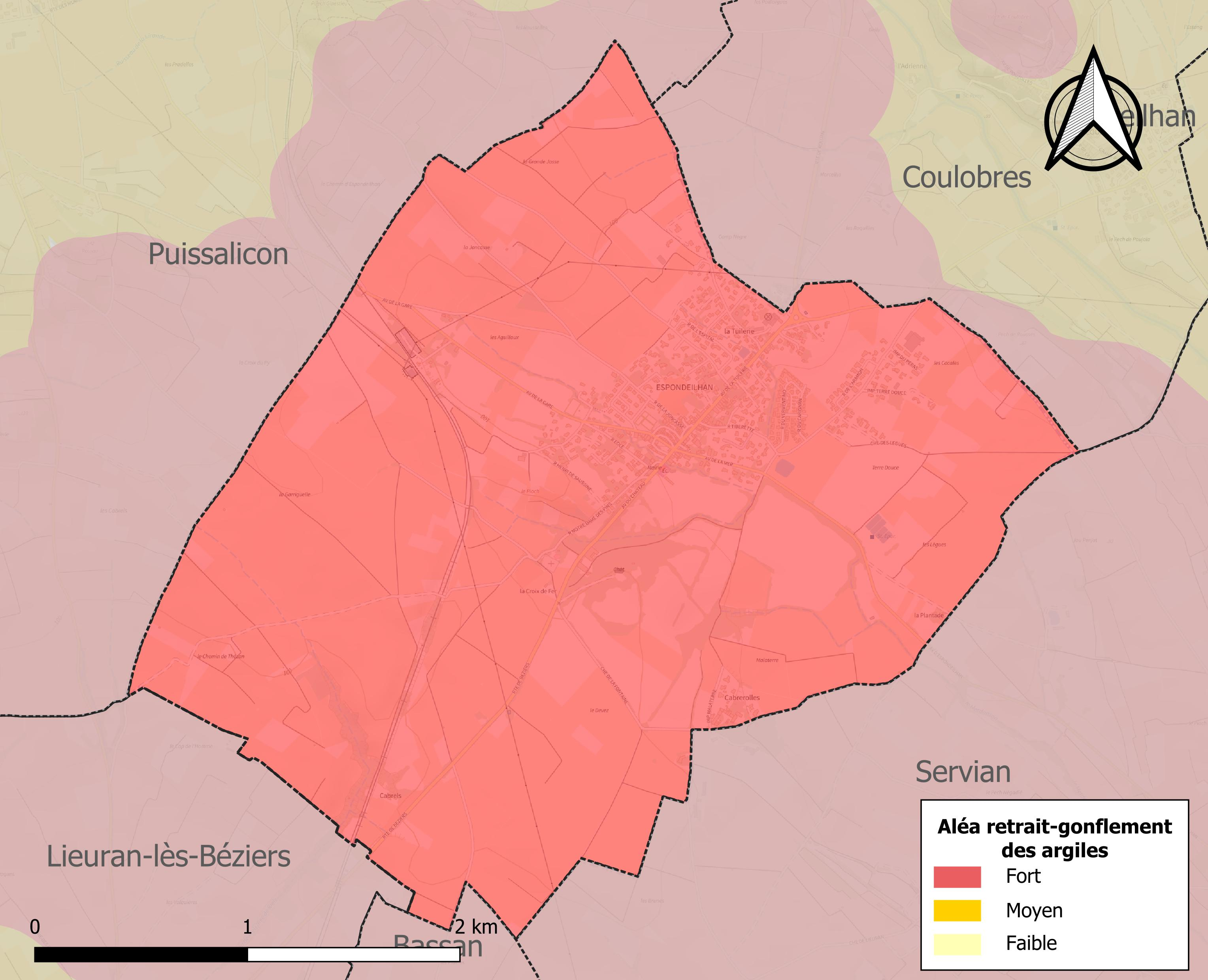
Carte des zones d'aléa retrait-gonflement des sols argileux d'Espondeilhan.

Le retrait-gonflement des sols argileux est susceptible d'engendrer des dommages importants aux bâtiments en cas d’alternance de périodes de sécheresse et de pluie. La totalité de la commune est en aléa moyen ou fort (59,3 % au niveau départemental et 48,5 % au niveau national). Sur les 452 bâtiments dénombrés sur la commune en 2019, 452 sont en aléa moyen ou fort, soit 100 %, à comparer aux 85 % au niveau départemental et 54 % au niveau national. Une cartographie de l'exposition du territoire national au retrait gonflement des sols argileux est disponible sur le site du BRGM,.
Par ailleurs, afin de mieux appréhender le risque d’affaissement de terrain, l'inventaire national des cavités souterraines permet de localiser celles situées sur la commune.
La commune a été reconnue en état de catastrophe naturelle au titre des dommages causés par les inondations et coulées de boue survenues en 1982, 1986, 1987, 1996, 2001, 2014 et 2019. 

## Histoire
Espondeilhan est l'un des fiefs historiques de la famille du Caylar (orthographié par la suite en de Queylar pour les branches d'Anduze et de Provence). Le premier du Caylar cité est Pierre du Caylar seigeur d'Espondeilhan dans une donation du 28 octobre 1216 de Pierre Raymond d'Espondeilhan. À cette époque la terre d'Espondeilhan, au nord de Béziers, a donc au moins deux familles seigneuriales : les d'Espondeilhan et les du Caylar. Quant à la filiation prouvée elle n'est agréée par Chérin que depuis Bernard du Caylar, peut-être son petit ou arrière-petit-fils, cité entre 1290 et 1294.

## Toponymie
La commune a été connue sous les variantes : Bremundo d'Espondeilla (1170), Spondellano (1210),  castrum de Spondellano (1247), Spondelhan (1529), Espondelhan (1571), Espondeyan (1636).
Le nom Espondeilhan dérive de celui d'un domaine gallo-romain Spondilius augmenté du suffixe -anum.

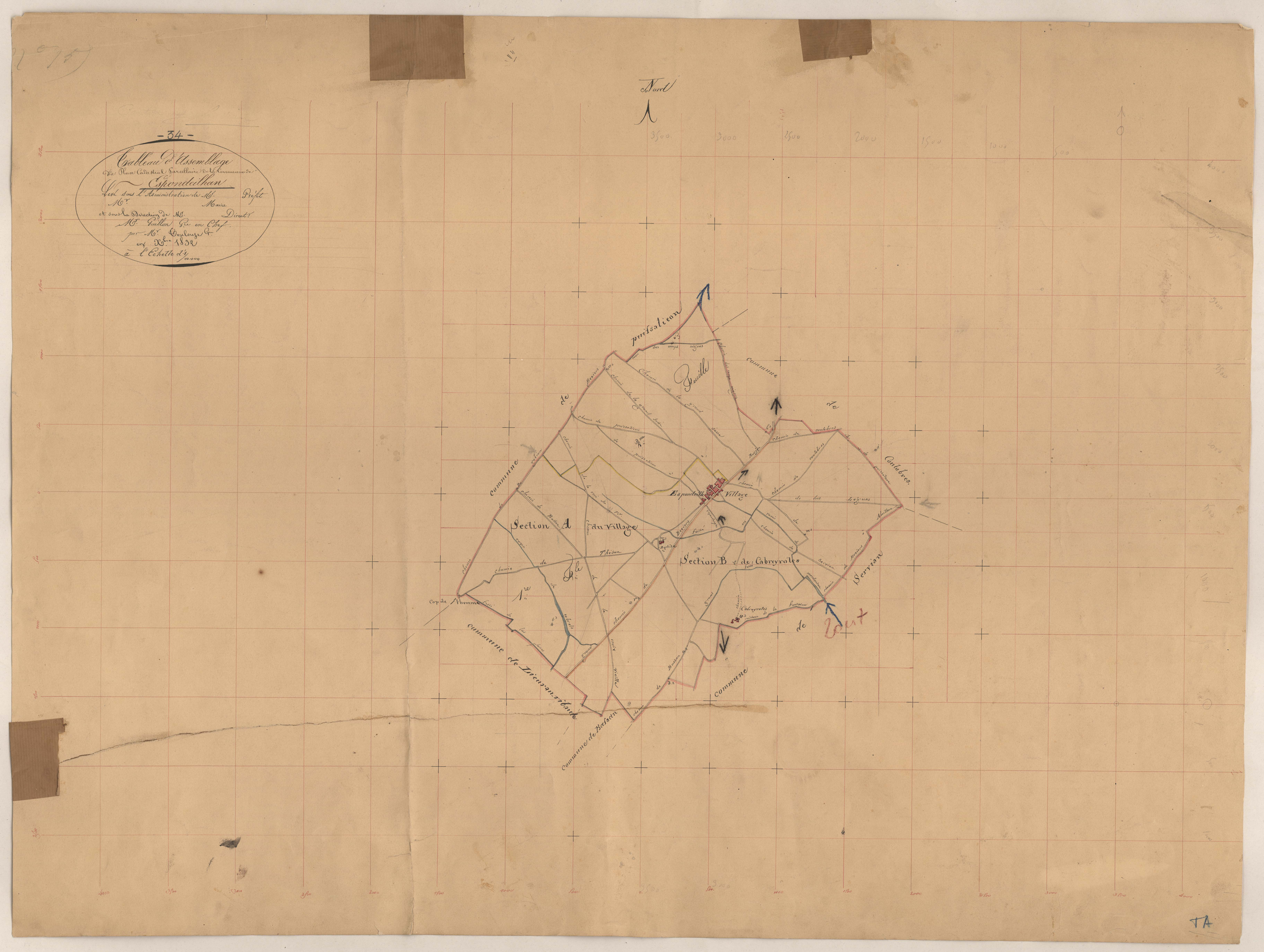
Plan cadastral d'espondeilhan (1832)

En occitan, la commune se nomme Espondelhan.

## Politique et administration
| Période  | Période  | Identité          | Étiquette | Qualité  |
| -------- | -------- | ----------------- | --------- | -------- |
| 1947     | 1953     | Léon Grégoire     |           |          |
| 1953     | 1959     | Grégoire Pein     |           |          |
| 1959     | 1965     | Léon Poujet       |           |          |
| 1965     | 1989     | Henri De Saussine |           |          |
| 1989     | 2001     | Jean Roques       |           |          |
| 2001     | mai 2020 | Alain Romero      | DVG       | Retraité |
| mai 2020 | En cours | Christophe Llop   |           |          |

## Démographie
L'évolution du nombre d'habitants est connue à travers les recensements de la population effectués dans la commune depuis 1793. Pour les communes de moins de 10 000 habitants, une enquête de recensement portant sur toute la population est réalisée tous les cinq ans, les populations de référence des années intermédiaires étant quant à elles estimées par interpolation ou extrapolation. Pour la commune, le premier recensement exhaustif entrant dans le cadre du nouveau dispositif a été réalisé en 2005.

En 2022, la commune comptait 1 176 habitants, en évolution de +13,08 % par rapport à 2016 (Hérault : +7,49 %, France hors Mayotte : +2,11 %).
| 1793 | 1800 | 1806 | 1821 | 1831 | 1836 | 1841 | 1846 | 1851 |
| ---- | ---- | ---- | ---- | ---- | ---- | ---- | ---- | ---- |
| 180  | 227  | 228  | 257  | 278  | 277  | 309  | 306  | 291  |

| 1856 | 1861 | 1866 | 1872 | 1876 | 1881 | 1886 | 1891 | 1896 |
| ---- | ---- | ---- | ---- | ---- | ---- | ---- | ---- | ---- |
| 296  | 302  | 336  | 344  | 402  | 331  | 328  | 420  | 431  |

| 1901 | 1906 | 1911 | 1921 | 1926 | 1931 | 1936 | 1946 | 1954 |
| ---- | ---- | ---- | ---- | ---- | ---- | ---- | ---- | ---- |
| 476  | 511  | 503  | 517  | 481  | 509  | 502  | 364  | 368  |

| 1962 | 1968 | 1975 | 1982 | 1990 | 1999 | 2005 | 2006 | 2010 |
| ---- | ---- | ---- | ---- | ---- | ---- | ---- | ---- | ---- |
| 316  | 354  | 323  | 356  | 517  | 623  | 831  | 861  | 970  |

| 2015  | 2020  | 2022  | - | - | - | - | - | - |
| ----- | ----- | ----- | - | - | - | - | - | - |
| 1 042 | 1 147 | 1 176 | - | - | - | - | - | - |

## Économie

### Revenus
En 2018, la commune compte 465 ménages fiscaux, regroupant 1 145 personnes. La médiane du revenu disponible par unité de consommation est de 20 430 € (20 330 € dans le département).

### Emploi
|                | 2008   | 2013   | 2018   |
| -------------- | ------ | ------ | ------ |
| Commune        | 11 %   | 9,4 %  | 13,9 % |
| Département    | 10,1 % | 11,9 % | 12 %   |
| France entière | 8,3 %  | 10 %   | 10 %   |

En 2018, la population âgée de 15 à 64 ans s'élève à 681 personnes, parmi lesquelles on compte 80,7 % d'actifs (66,8 % ayant un emploi et 13,9 % de chômeurs) et 19,3 % d'inactifs,. Depuis 2008, le taux de chômage communal (au sens du recensement) des 15-64 ans est supérieur à celui de la France et du département.
La commune fait partie de la couronne de l'aire d'attraction de Béziers, du fait qu'au moins 15 % des actifs travaillent dans le pôle,. Elle compte 132 emplois en 2018, contre 114 en 2013 et 108 en 2008. Le nombre d'actifs ayant un emploi résidant dans la commune est de 459, soit un indicateur de concentration d'emploi de 28,7 % et un taux d'activité parmi les 15 ans ou plus de 63,1 %.
Sur ces 459 actifs de 15 ans ou plus ayant un emploi, 95 travaillent dans la commune, soit 21 % des habitants. Pour se rendre au travail, 88,2 % des habitants utilisent un véhicule personnel ou de fonction à quatre roues, 1,6 % les transports en commun, 4,9 % s'y rendent en deux-roues, à vélo ou à pied et 5,3 % n'ont pas besoin de transport (travail au domicile).

### Activités hors agriculture

#### Secteurs d'activités
82 établissements sont implantés  à Espondeilhan au 31 décembre 2019. Le tableau ci-dessous en détaille le nombre par secteur d'activité et compare les ratios avec ceux du département,.
| Secteur d'activité                                                                                        | Commune | Commune | Département |
| Secteur d'activité                                                                                        | Nombre  | %       | %           |
| --- | ------- | ------- | ----------- |
| Ensemble                                                                                                  | 82      | 100 %   | (100 %)     |
| Industrie manufacturière, industries extractives et autres                                                | 5       | 6,1 %   | (6,7 %)     |
| Construction                                                                                              | 30      | 36,6 %  | (14,1 %)    |
| Commerce de gros et de détail, transports, hébergement et restauration                                    | 16      | 19,5 %  | (28 %)      |
| Information et communication                                                                              | 1       | 1,2 %   | (3,3 %)     |
| Activités financières et d'assurance                                                                      | 2       | 2,4 %   | (3,2 %)     |
| Activités immobilières                                                                                    | 4       | 4,9 %   | (5,3 %)     |
| Activités spécialisées, scientifiques et techniques et activités de services administratifs et de soutien | 12      | 14,6 %  | (17,1 %)    |
| Administration publique, enseignement, santé humaine et action sociale                                    | 8       | 9,8 %   | (14,2 %)    |
| Autres activités de services                                                                              | 4       | 4,9 %   | (8,1 %)     |

Le secteur de la construction est prépondérant sur la commune puisqu'il représente 36,6 % du nombre total d'établissements de la commune (30 sur les 82 entreprises implantées  à Espondeilhan), contre 14,1 % au niveau départemental.

#### Entreprises et commerces
Les deux entreprises ayant leur siège social sur le territoire communal qui génèrent le plus de chiffre d'affaires en 2020 sont : 
- Eclipse Auto, commerce d'autres véhicules automobiles (232 k€)
- Les Toitures De Benjamin, travaux de couverture par éléments (215 k€)

### Agriculture
La commune est dans la « Plaine viticole », une petite région agricole occupant la bande côtière du département de l'Hérault. En 2020, l'orientation technico-économique de l'agriculture  sur la commune est la viticulture.
|               | 1988 | 2000 | 2010 | 2020 |
| ------------- | ---- | ---- | ---- | ---- |
| Exploitations | 36   | 29   | 20   | 25   |
| SAU (ha)      | 290  | 281  | 233  | 254  |

Le nombre d'exploitations agricoles en activité et ayant leur siège dans la commune est passé de 36 lors du recensement agricole de 1988  à 29 en 2000 puis à 20 en 2010 et enfin à 25 en 2020, soit une baisse de 31 % en 32 ans. Le même mouvement est observé à l'échelle du département qui a perdu pendant cette période 67 % de ses exploitations,. La surface agricole utilisée sur la commune a également diminué, passant de 290 ha en 1988 à 254 ha en 2020. Parallèlement la surface agricole utilisée moyenne par exploitation a augmenté, passant de 8 à 10 ha.

## Culture locale et patrimoine

### Lieux et monuments

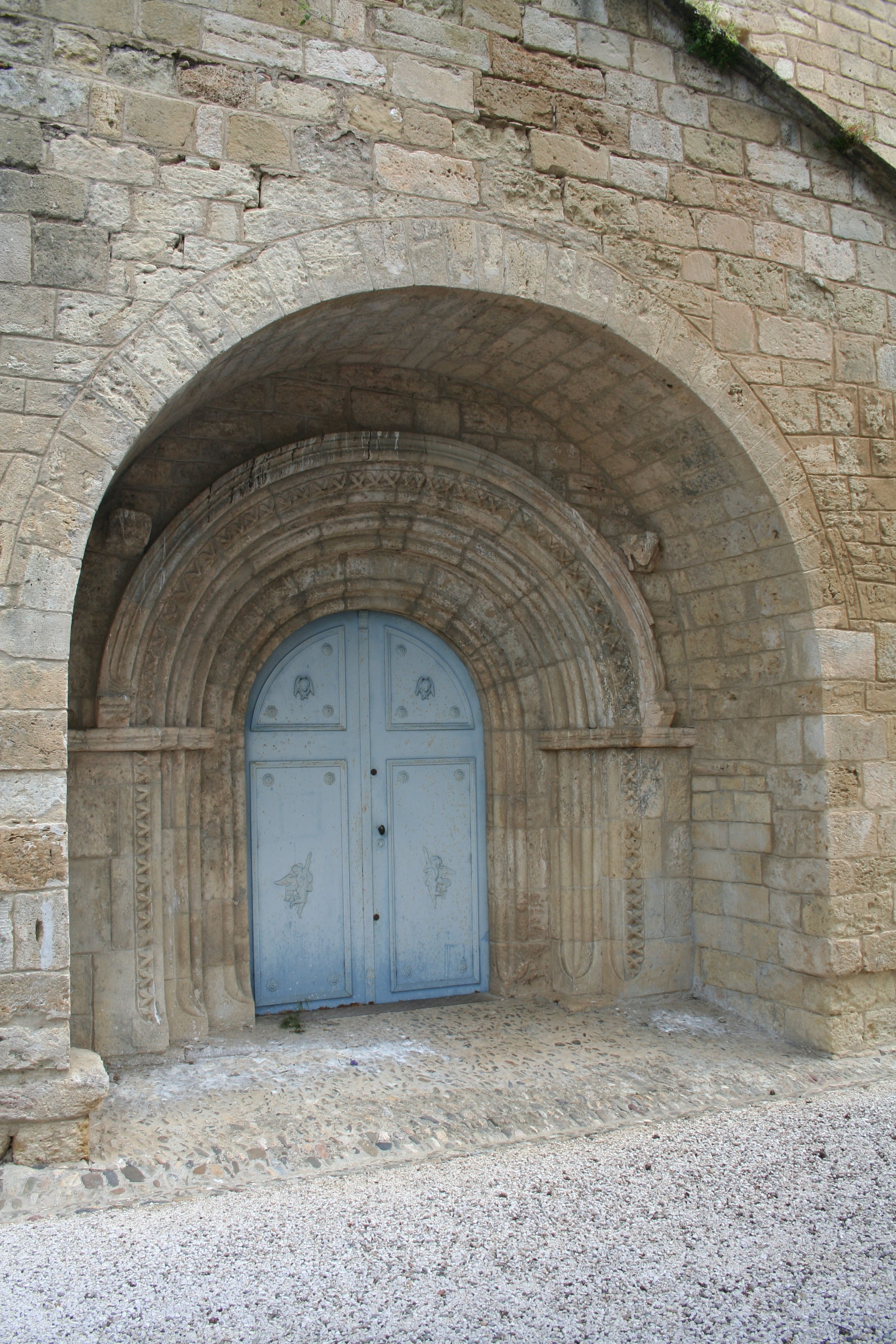
Portail de l'église Notre-Dame-des-Pins.

- Église Notre-Dame-des-Pins d'Espondeilhan. L'édifice a été classé au titre des monuments historiques en 1907[26]. Plusieurs objets sont référencés dans la base Palissy (voir les notices liées)[26].
- Chapelle Saint-Roch d'Espondeilhan.
- Gare d'Espondeilhan (ancienne gare ferroviaire de la commune)
- Grande Fontaine d'Espondeilhan (1860)

### Héraldique
|  | Les armoiries de Espondeilhan se blasonnent ainsi : D'hermine, au sautoir losangé d'argent et de sable. |